# Lea Hansen
Lea Hansen (født 20. april 1999 i Saksborg) er en dansk håndboldspiller, som spiller for den danske klub SønderjyskE Håndbold i Damehåndboldligaen.